# ژابی گارالده
ژابی گارالده (انگلیسی: Xabi Garalde؛ زادهٔ ۵ ژوئیهٔ ۱۹۸۸) بازیکن فوتبال اهل اسپانیا است.
از باشگاه‌هایی که در آن بازی کرده‌است می‌توان به باشگاه فوتبال ایبار اشاره کرد.